# Olympische Jugend-Winterspiele 2016/Curling

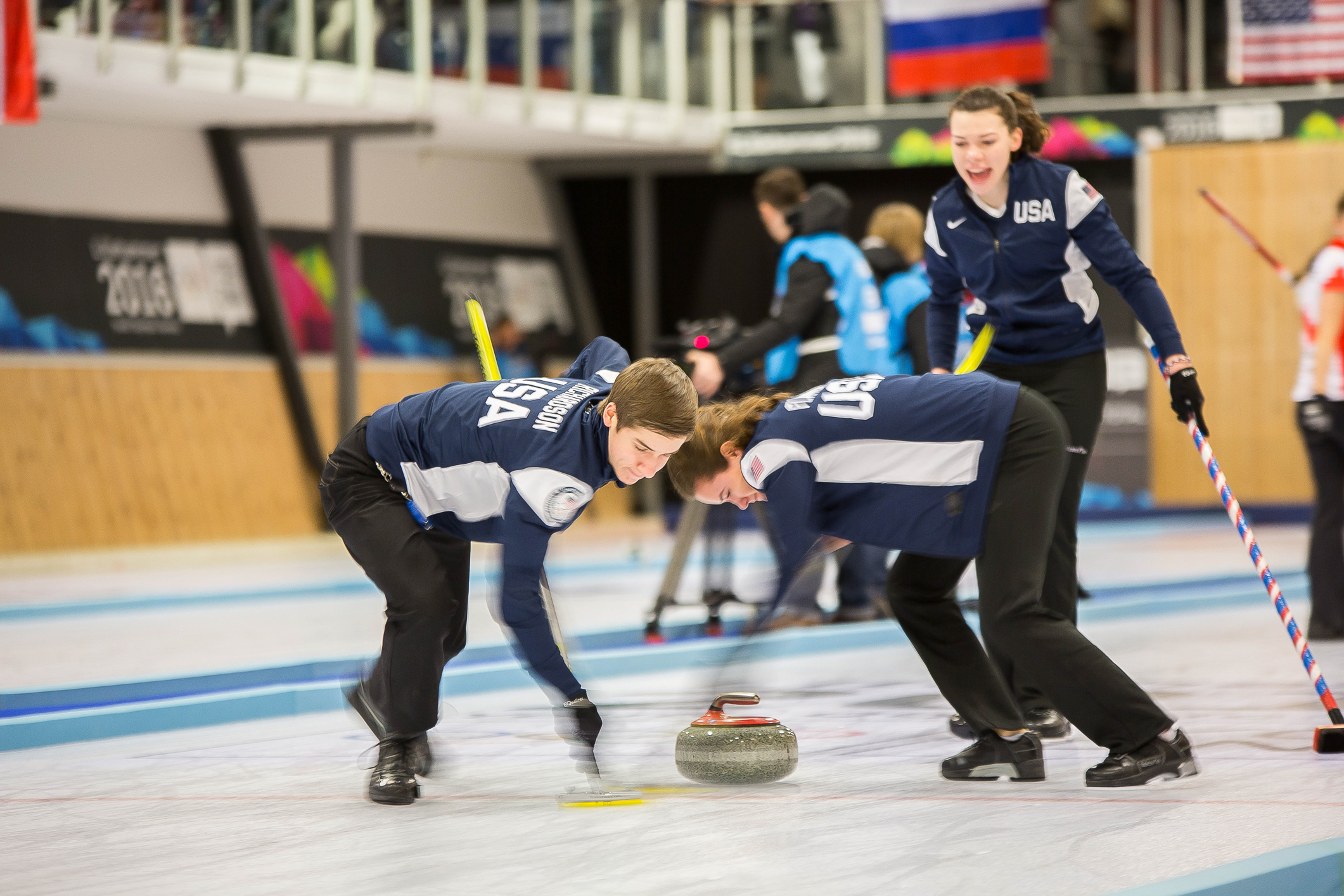
Team der USA, (v.l.n.r) Ben Richardson, Cait Flannery und Cora Farrell, 17. Februar 2016

Bei den Olympischen Jugend-Winterspielen 2016 in Lillehammer fanden vom 12. Februar bis zum 21. Februar 2016 zwei Wettbewerbe im Curling statt. Ausgetragen wurden die Wettbewerbe in der Kristins Hall in Lillehammer.

## Bilanz

### Medaillenspiegel
| Platz  | Land                 | Gold | Silber | Bronze | Gesamt |
| ------ | -------------------- | ---- | ------ | ------ | ------ |
| –      | Gemischte Mannschaft | 1    | 1      | 1      | 3      |
| 1      | Kanada               | 1    | –      | –      | 1      |
| 2      | Vereinigte Staaten   | –    | 1      | –      | 1      |
| 3      | Schweiz              | –    | –      | 1      | 1      |
| Gesamt | Gesamt               | 2    | 2      | 2      | 6      |

### Medaillengewinner
| Disziplin  | Gold                                                         | Silber                                                                   | Bronze                                                             |
| ---------- | ------------------------------------------------------------ | ------------------------------------------------------------------------ | ------------------------------------------------------------------ |
| Mannschaft | KanadaMary Fay Tyler Tardi Karlee Burgess Sterling Middleton | Vereinigte StaatenLuc Violette Cora Farrell Ben Richardson Cait Flannery | SchweizSelina Witschonke Henwy Lochmann Laura Engler Philipp Hösli |
| Paar       | Yako Matsuzawa Philipp Hösli                                 | Han Yu Ross Whyte                                                        | Zhao Ruiyi Andreas Hårstad                                         |

## Mixed

### Mannschaft
| Platz | Land | Sportler                                                             |
| ----- | ---- | -------------------------------------------------------------------- |
| 1     | CAN  | Mary Fay, Tyler Tardi, Karlee Burgess, Sterling Middleton            |
| 2     | USA  | Luc Violette, Cora Farrell, Ben Richardson, Cait Flannery            |
| 3     | SUI  | Selina Witschonke, Henwy Lochmann, Laura Engler, Philipp Hösli       |
| 4     | RUS  | German Doronin, Nadeschda Karelina, Sergei Maximow, Marija Archipowa |
| 5     | GBR  | Ross Whyte, Amy Bryce, Callum Kinnear, Mili Smith                    |
| 6     | SWE  | Johan Nygren, Tova Petterson, Anton Degerfeldt, Jenny Jonasson       |

Finale: 17. Februar 2016

### Paar
| Platz | Land    | Sportler                            |
| ----- | ------- | ----------------------------------- |
| 1     | JPN SUI | Yako Matsuzawa Philipp Hösli        |
| 2     | CHN GBR | Han Yu Ross Whyte                   |
| 3     | CHN NOR | Zhao Ruiyi Andreas Hårstad          |
| 4     | JPN CAN | Honoka Sasaki Tyler Tardi           |
| 5     | ITA GBR | Stefania Constantini Callum Kinnear |
| 5     | NOR KOR | Maia Ramsfjell Kim Ho-geon          |
| 5     | NZL CAN | Holly Thompson Sterling Middleton   |
| 5     | SUI EST | Selina Witschonke Jarl Guštšin      |

Finale: 21. Februar 2016

In dieser Disziplin traten jeweils ein Mädchen und ein Junge verschiedener Nationen gemeinsam gegen andere Teams, welche ebenfalls aus zwei Athleten bestanden, an.
Weitere Teilnehmer aus deutschsprachigen Ländern:

17.  Courtney Smith /  Henwy Lochmann

17.  Laura Engler /  Victor Cesar da Cunha Santos